# Vernon (Canada)
Vernon è una città della Columbia Britannica, in Canada, nel distretto regionale di North Okanagan. Ha una popolazione di circa trentottomila persone (circa sessantamila nell'area metropolitana).
Vernon è al centro di un comprensorio sciistico, che comprende tra l'altro la stazione sciistica di Silver Star. In città sono state organizzate alcune gare di sci di fondo valide per la Coppa del Mondo 2006 e varie competizioni minori di sci di fondo.